# Andrea Myrander
Andrea Myrander född 1985 i Stockholm Hägersten är en svensk sångerska och fotomodell och medlem i musikgruppen Basic Element åren 2007-2011 samt från 2014 och framåt.